# Regionale Omroep Stichting IJmond
De Regionale Omroep Stichting IJmond (ROS) was een regionale omroep in de Nederlandse regio IJmond van 1981 tot 1990.

## Geschiedenis
De ROS werd in augustus 1981 opgericht en was daarmee een van de eerste legale regionale omroepen in Nederland die via de kabel radio- en televisieprogramma’s ging verzorgen. De oprichting van de ROS kwam voort uit de nieuwe technische gebruiksmogelijkheden die de komst van de Centrale Antenne Inrichting (CAI)  bood, alsmede uit de veronderstelde belangstelling naar lokale en herkenbare nieuwsvoorziening via radio en televisie. Omdat de IJmond-gemeenten Velsen, Beverwijk, Heemskerk, Castricum en Uitgeest de beschikking  kregen over een gekoppeld kabelnetwerk,  lag het voor de hand dat deze regio als verzorgingsgebied werd gekozen. Om in het bezit te komen van een zendmachtiging  schreef de toenmalige Omroepwet voor dat het hoogste bestuursorgaan van de omroep een afspiegeling  moest waren van de lokale samenleving. Het bleek geen simpele opgave om zo'n "inter-gemeentelijk" college samen te stellen. Niettemin lukte het om voor de circa 200.000 inwoners van de vijf IJmondgemeenten een representatief Algemeen Bestuur te benoemen.
Al vrij snel oordeelde het Commissariaat voor de Media positief en werd een zendmachtiging afgegeven. Het Dagelijks Bestuur van de ROS koos ervoor om te starten met tv-programma’s en pas later met radio-uitzendingen te beginnen. Niet alleen vrijwilligers, ook professionele journalisten van regionale kranten werkten actief mee aan de uitzendingen. Hoewel er geen formele samenwerking was met de ROS, wilden dagbladuitgevers (Haarlems Dagblad/IJmuider Courant en Dagblad Kennemerland) in de praktijk nagaan of regionale nieuwsvoorziening via radio en/of tv een kans of een bedreiging vormde. Immers, met name in de Verenigde Staten bestonden al succesvolle multimediale bedrijven.   

### ROS in beeld
De ROS koos ervoor om te starten met televisie. Cameramensen en editors werden onder meer gerekruteerd bij Hoogovens IJmuiden en via de toenmalige Filmacademie in Amsterdam. Facilitaire ondersteuning werd in de vorm van sponsoring gevonden bij Hoogovens IJmuiden (studio), Sony in Hoofddorp (camera’s), het Rode Kruis Ziekenhuis in Beverwijk (montage-apparatuur) en het Witte Theater in Velsen (vlakke vloer theater). Ook veel kleine en middelgrote ondernemingen in de regio  bleken bereid om een bijdrage in geld of in natura (zoals lease-auto’s van Citroën) te leveren. En dan waren er ook nog de zogeheten ROS-tientjesleden. De vijf IJmondgemeenten stelden zich voor wat betreft het verstrekken van subsidies zeer terughoudend op. Na een relatief korte voorbereidingstijd ging op 27 mei 1982 de eerste tv-uitzending de kabel op. Het zwaartepunt  lag in deze uitzending op de aanstaande gemeenteraadverkiezingen. De ruime publiciteit weerspiegelde zich in een waarachtig hoge kijkdichtheid. Gemiddeld 65% in de IJmond  zag de eerste uitzending en  gaf een gemiddeld rapportcijfer 6,5. Het kijkonderzoek toonde bovendien dat de meerderheid van de geënquêteerden positief stond tegenover het voortzetten van de uitzendingen. 

### Vallen en opstaan
Overigens hadden de schrijvende journalisten nauwelijks enige ervaring met het medium televisie, hetgeen menigmaal leidde tot vermakelijke situaties. Anekdotisch was de wijze waarop redacteuren aanvankelijk hun teksten schreven bij videoreportages: ze verhaalden over nagenoeg hetzelfde als wat op beeld was te zien. De vuistregel “Wat je in beeld ziet, hoef je niet te vertellen”, was nog niet helemaal ingedaald. Maar er werd snel geleerd en in combinatie met een vlottere montage raakten de programma’s hun aanvankelijke traagheid kwijt. 
De uitzendingen werden gerealiseerd zonder het gemak van digitale ondersteuning. De personal computer was nog niet beschikbaar, het internet bestond nog niet en de smartphone moest nog werden uitgevonden. Inventiviteit was nodig om met bescheiden middelen bepaalde beeldeffecten te bereiken. Omdat grote flatscreens als achtergrond bij journaal-uitzendingen eveneens ontbraken, nam een (luidruchtige) diaprojector in het decor van de studio deze taak op zich. ROS televisie beschikte evenmin over technische hulpmiddelen zoals auto cue en chroma key. Gelukkig bestond de technische staf uit creatieve en inventieve vrijwilligers die menige uitdaging de baas konden. Er volgden nog regelmatige tv-uitzendingen in 1983, 1984 en 1985. De programmering bestond inmiddels uit onder meer een regiojournaal, een kinderprogramma en een kunst- en cultuurprogramma. Ook volgden themaprogramma’s ingeleid met historische (zwart-wit) documentaires, zoals over de opening van de Velsertunnel, de verlenging van de pieren en de bouw van een nieuwe zeesluis. De laatste tv-uitzending was in de IJmond te zien op 2 maart 1986.

### Overstap naar radio
Een halfjaar eerder, op 25 september 1985, ging de ROS naast televisie ook radio maken vanuit een houten barak op het terrein van de PEN-centrale in Velsen-Noord. Later werd in hetzelfde gemeentedeel een kleine studio aan de Tweede Rijksbinnenhaven langs het Noordzeekanaal in gebruik genomen. Deze aanvulling met radio  lag voor de hand: dit medium kon actueler werken, kende lagere kosten en kon daardoor meer “in de lucht” zijn. Hoewel deze discipline een eigen organisatie en een eigen programmaleider kende, was er wel degelijk sprake van een kruisbestuiving met de tv-tak. Veel van de vrijwillige medewerkers werden voor beide onderdelen ingezet. Vanaf augustus 1987 verruilde ROS-radio de locatie in Velsen-Noord voor een ruime studio in het voormalige PEN-gebouw (Witte Theater) in IJmuiden. Er werd dagelijks uitgezonden met regionale nieuwsbulletins, achtergrond bij het nieuws, interviews op locatie en op zondagmiddag een uitgebreid sportprogramma, met verslaggevers langs de lijn. 
Onder de groep radiomedewerkers ontstond zeker in de beginperiode een zekere rivaliteit tussen de journalistieke tak en de club “disjockeys”, die de zender vooral voor het draaien van muziek wilden gebruiken. Uiteindelijk  kregen beide stromingen een volwaardige plek binnen de programmering. Er waren talkshows, een kinderprogramma, nieuwsbulletins en zangeres Helen Shepherd draaide plaatjes op verzoek. Een van de hoogtepunten bij ROS-radio was de samenwerking met de gemeente Velsen bij de informatieverstrekking rond de demontage van een in IJmuiden gevonden Amerikaanse vliegtuigbom uit de Tweede Wereldoorlog. Bewoners werden geëvacueerd en de bevolking kon de ontwikkelingen van de operatie live volgden tijdens een speciale uitzending. Deze rechtstreekse uitzendingen werden gerealiseerd met een zogeheten Reportophone, waarbij het microfoonsignaal werd overgebracht via een vaste telefoonlijn naar de studio.

### Doek valt voor ROS
Inmiddels werd duidelijk dat zonder structurele financiering de toekomst voor de ROS zeer ongewis was. Naast de geringe steun van de lokale overheden kwam ook nog eens een uitspraak van het Commissariaat voor de Media. Deze organisatie verbood het uitzenden van sponsor-jingles (reclame), een onmisbare bron van inkomsten voor de ROS. Daarenboven volgde een aanslag van auteursrechtenorganisatie Stemra van ƒ 13.000. In 1989 was er een tekort van  ƒ 33.500, een jaar later in 1990 liep dit bedrag op tot anderhalve ton in guldens. Het Dagelijks Bestuur (hoofdelijk aansprakelijkheid bestuursleden!) achtte het continueren van de uitzendingen niet langer verantwoord, waarmee op 26 januari 1990 de laatste radio-uitzending was te beluisteren en het doek definitief viel voor de ROS. De sympathie voor de activiteiten van de ROS was nog zeker aanwezig, maar met sympathie alleen kon de ROS niet voortbestaan. 
De Mediawet van 1988  gaf nieuwe omroep-initiatieven voldoende kans om streekprogramma’s uit te zenden, maar voor de ROS was het tij niet meer te keren. Op provinciaal niveau verschenen op basis van diezelfde mediawet successievelijk zo’n dertien regionale omroepen. In 1989 was dat voor de provincie Noord-Holland de nieuws- en informatiezender Radio Noord-Holland, later werd dat RTV Noord-Holland en weer later NH Nieuws. Deze omroep nam een deel van de regionale ROS-taken over. Op lokaal niveau werd de radiostudio van de ROS boven het Witte Theater in IJmuiden op 1 juni 1991 overgenomen door Stichting Lokale Omroep Velsen (SLOV), die de meer lokale taken van de ROS overnam. Later werd de naam omgezet in RTV-Seaport. 